# Список номинантов и лауреатов премии «Золотая маска» 2014 года
«Золотая маска» — российская национальная театральная премия и фестиваль. «Золотая маска» была учреждена Союзом театральных деятелей России (СТД РФ) в 1993 году (в некоторых источниках назван 1994 год) по инициативе народного артиста СССР М. А. Ульянова (председатель СТД РФ в 1986—1996 годах) и при участии его заместителя В. Г. Урина и драматурга В. В. Павлова.

## О премии
Премия присуждается на конкурсной основе один раз в год по итогам прошедшего театрального сезона за творческие достижения в области театрального искусства, вручается спектаклям всех жанров театрального искусства: драма, опера, балет, оперетта и мюзикл, кукольный театр.
Для отбора спектаклей на конкурсы создаётся два экспертных совета — один для спектаклей театра драмы и театров кукол, второй для спектаклей оперы, оперетты / мюзикла и балета. Для определения победителей — лауреатов из состава номинантов (тайным голосованием по результатам фестиваля), создаётся два профессиональных жюри — по аналогии с экспертными советами — одно для спектаклей театра драмы и театров кукол и второе для спектаклей оперы, оперетты / мюзикла и балета. В состав жюри не могут входить создатели и исполнители спектаклей, участвующих в фестивале, а также члены экспертного совета.

## Лауреаты и события фестиваля «Золотая маска» 2014 года
В Москве 20-й, юбилейный фестиваль проходил с 25 января по 17 апреля 2014 года. На этапе отбора экспертный совет премии отсмотрел 767 спектаклей. В фестивале участвовали 62 спектакля, было выдвинуто 170 номинантов.
В 2014 году фестивали «Лучшие спектакли в городах России и странах Балтии» прошли в Южно-Сахалинске, Архангельске, Липецке, Ульяновске, Пскове, Череповце, в Латвии и Эстонии, в Израиле. С 3 по 7 апреля прошла программа «Russian Case», афишу которой составила Кристина Матвиенко. Юбилейный 20-й сезон «Золотой маски» включил в себя: вечер-спектакль, посвящённый 20-летию «Золотой маски», открытие медиа-проекта «Лучший из миров. История российского театра, рассказанная им самим», программу «Контекст. Актуальные зарубежные спектакли», программу «Детский Weekend», серию выступлений — «„Золотая Маска“ в Городе», фото-театральную инсталляцию в ГУМе.
В январе 2014 года в программе «Премьеры Мариинского театра в Москве» были показаны балеты «Весна священная» и «Concerto DSCH», опера «Дон Кихот». Во внеконкурсной программе «Маска Плюс» приняли участие российские спектакли, рекомендованные экспертами «Золотой Маски», но не вошедшие в программу фестиваля. Программа «Новая пьеса» проводилась совместно с Театром.doc и включила российские и зарубежные спектакли по современным текстам, а также семинары, дискуссии, мастер-классы.

### Номинанты премии «Золотая маска» 2014 года
Таблица номинантов составлена на основании официального опубликованного списка, с группировкой по спектаклям. Положение о премии и фестивале «Золотая маска» не регламентирует максимальное количество номинантов в одной номинации. Каждый экспертный совет самостоятельно определяет номинантов соответствующих конкурсов, но должен отобрать для соискания премии в любой номинации не менее двух номинантов, что обеспечивает соблюдение конкурсной основы соискания и присуждения премии. Экспертные советы имеют право принять решение об отсутствии номинантов премии в любой номинации. В таблице объединены в одну колонку номинации «лучшая женская роль» и «лучшая мужская роль».
Легенда:
  — Спектакль номинирован в номинации «Лучший спектакль»

«–» — Этот аспект спектакля не номинирован
| Конкурс спектаклей драматического театра (спектакль большой формы)                           | Конкурс спектаклей драматического театра (спектакль большой формы) | Конкурс спектаклей драматического театра (спектакль большой формы) | Конкурс спектаклей драматического театра (спектакль большой формы)                            | Конкурс спектаклей драматического театра (спектакль большой формы) | Конкурс спектаклей драматического театра (спектакль большой формы) | Конкурс спектаклей драматического театра (спектакль большой формы) | Конкурс спектаклей драматического театра (спектакль большой формы) |
| -------------------------------------------------------------------------------------------- | ------------------------------------------------------------------ | ------------------------------------------------------------------ | --------------------------------------------------------------------------------------------- | ------------------------------------------------------------------ | ------------------------------------------------------------------ | ------------------------------------------------------------------ | ------------------------------------------------------------------ |
|                                                                                              |                                                                    |                                                                    |                                                                                               |                                                                    |                                                                    |                                                                    |                                                                    |
| Спектакль/номинации                                                                          | лучший спектакль                                                   | лучшая работа режиссёра                                            | лучшая роль                                                                                   | лучшая роль второго плана                                          | лучшая работа художника-постановщика                               | лучшая работа художника по свету                                   | лучшая работа художника по костюмам                                |
|                                                                                              |                                                                    |                                                                    |                                                                                               |                                                                    |                                                                    |                                                                    |                                                                    |
| «Братья» «Гоголь-центр», Москва                                                              | зелёная ✓                                                          | Алексей Мизгирёв                                                   | Виктория Исакова (Надя)                                                                       | –                                                                  | –                                                                  | –                                                                  | –                                                                  |
| «Враг народа» Академический Малый драматический театр — Театр Европы, Санкт-Петербург        | зелёная ✓                                                          | Лев Додин                                                          | Сергей Курышев (доктор Стокман)                                                               | –                                                                  | –                                                                  | –                                                                  | –                                                                  |
| «Географ глобус пропил» «Театр-Театр», Пермь                                                 | зелёная ✓                                                          | Елена Невежина                                                     | Сергей Детков (Служкин)                                                                       | Олег Шапков (вокалист ВИА «Молодость»)                             | –                                                                  | –                                                                  | –                                                                  |
| «Добрый человек из Сезуана» Театр имени А. С. Пушкина, Москва                                | зелёная ✓                                                          | Юрий Бутусов                                                       | Александра Урсуляк (Шен Те, Шуй Та)                                                           | Александр Матросов (Ванг, продавец воды)                           | Александр Шишкин                                                   | –                                                                  | –                                                                  |
| «Евгений Онегин» Театр имени Евг. Вахтангова, Москва                                         | зелёная ✓                                                          | Римас Туминас                                                      | Сергей Маковецкий (Евгений Онегин)                                                            | Владимир Вдовиченков (гусар в отставке)                            | Адомас Яцовскис                                                    | Майя Шавдатуашвили                                                 | Мария Данилова                                                     |
| «Идеальный муж. Комедия» Художественный театр имени А. П. Чехова, Москва                     | зелёная ✓                                                          | Константин Богомолов                                               | Игорь Миркурбанов (лорд)                                                                      | –                                                                  | –                                                                  | –                                                                  | –                                                                  |
| «Коварство и любовь» Академический Малый драматический театр — Театр Европы, Санкт-Петербург | зелёная ✓                                                          | Лев Додин                                                          | Елизавета Боярская (Луиза) • Ксения Раппопорт (леди Мильфорд) • Данила Козловский (Фердинанд) | Игорь Иванов (президент)                                           | Александр Боровский                                                | –                                                                  | –                                                                  |
| «Литургия Zero» Александринский театр, Санкт-Петербург                                       | зелёная ✓                                                          | Валерий Фокин                                                      | Антон Шагин (Алексей Иванович)                                                                | Эра Зиганшина (бабушка)                                            | –                                                                  | –                                                                  | –                                                                  |
| «Макбет. Кино» Театр имени Ленсовета, Санкт-Петербург                                        | зелёная ✓                                                          | Юрий Бутусов                                                       | Лаура Пицхелаури (Леди Макбет)                                                                | Александр Новиков                                                  | –                                                                  | –                                                                  | –                                                                  |
| «Онегин» Театр «Красный факел», Новосибирск                                                  | зелёная ✓                                                          | Тимофей Кулябин                                                    | Дарья Емельянова (Татьяна)                                                                    | –                                                                  | Олег Головко                                                       | Денис Солнцев                                                      | –                                                                  |
| «Снежная королева» Театр юного зрителя, Красноярск                                           | зелёная ✓                                                          | Роман Феодори                                                      | Наталья Розанова (Герда)                                                                      | –                                                                  | Даниил Ахмедов                                                     | –                                                                  | –                                                                  |
| «Участь Электры» Российский академический молодёжный театр, Москва                           | зелёная ✓                                                          | Алексей Бородин                                                    | Мария Рыщенкова (Лавиния)                                                                     | –                                                                  | Станислав Бенедиктов                                               | Андрей Изотов                                                      | –                                                                  |
|                                                                                              |                                                                    |                                                                    |                                                                                               |                                                                    |                                                                    |                                                                    |                                                                    |
| Конкурс спектаклей драматического театра (спектакль малой формы)                             |                                                                    |                                                                    |                                                                                               |                                                                    |                                                                    |                                                                    |                                                                    |
|                                                                                              |                                                                    |                                                                    |                                                                                               |                                                                    |                                                                    |                                                                    |                                                                    |
| «14 красных избушек» Камерный театр, Воронеж                                                 | зелёная ✓                                                          | Михаил Бычков                                                      | –                                                                                             | –                                                                  | Николай Симонов                                                    | –                                                                  | –                                                                  |
| «Алиса и государство» Центр имени Вс. Мейерхольда и «Liquid Theater», Москва                 | –                                                                  | –                                                                  | Инна Сухорецкая (Алиса)                                                                       | –                                                                  | –                                                                  | –                                                                  | –                                                                  |
| «Васса» «Ведогонь-театр», Москва-Зеленоград                                                  | зелёная ✓                                                          | Анатолий Ледуховский                                               | Наталья Тимонина (Васса Железнова)                                                            | Дмитрий Лямочкин (Прохор Железнов)                                 | Светлана Архипова                                                  | –                                                                  | –                                                                  |
| «Дом Бернарды Альбы» Театр драмы имени Ф. Волкова, Ярославль                                 | зелёная ✓                                                          | Евгений Марчелли                                                   | –                                                                                             | –                                                                  | Илья Кутянский                                                     | –                                                                  | Фагиля Сельская                                                    |
| «Как важно быть серьёзным» Театр «Школа драматического искусства», Москва                    | зелёная ✓                                                          | Игорь Яцко                                                         | –                                                                                             | –                                                                  | –                                                                  | –                                                                  | Вадим Андреев                                                      |
| «Кукольный дом» Театр «Приют Комедианта», Санкт-Петербург                                    | зелёная ✓                                                          | Юрий Квятковский                                                   | Ольга Белинская (Нора) • Александр Иванов (Торвальд Хельмер)                                  | –                                                                  | –                                                                  | –                                                                  | –                                                                  |
| «Москва — Петушки» Театр «Студия театрального искусства», Москва                             | зелёная ✓                                                          | Сергей Женовач                                                     | Алексей Вертков (Веничка)                                                                     | –                                                                  | –                                                                  | –                                                                  | –                                                                  |
| «Облако-рай» Театр драмы имени А. Савина, Лысьва                                             | зелёная ✓                                                          | Вячеслав Тыщук                                                     | Кирилл Имеров (Николай)                                                                       | –                                                                  | Екатерина Галактионова                                             | –                                                                  | –                                                                  |
| «Однажды летним днем» Театр имени Г. Камала, Казань                                          | зелёная ✓                                                          | Фарид Бикчантаев                                                   | Люция Хамитова (женщина)                                                                      | –                                                                  | –                                                                  | Евгений Ганзбург                                                   | –                                                                  |
| «Сон в летнюю ночь» «Седьмая студия», Москва                                                 | зелёная ✓                                                          | Кирилл Серебренников                                               | –                                                                                             | –                                                                  | –                                                                  | –                                                                  | –                                                                  |
| «Танец Дели» Театр юных зрителей имени А. А. Брянцева, Санкт-Петербург                       | зелёная ✓                                                          | Дмитрий Волкострелов                                               | Александра Ладыгина (медсестра)                                                               | Татьяна Ткач                                                       | Ксения Перетрухина                                                 | –                                                                  | –                                                                  |

| Конкурс спектаклей театров оперы                                                                       | Конкурс спектаклей театров оперы | Конкурс спектаклей театров оперы | Конкурс спектаклей театров оперы                                                       | Конкурс спектаклей театров оперы     | Конкурс спектаклей театров оперы | Конкурс спектаклей театров оперы             | Конкурс спектаклей театров оперы | Конкурс спектаклей театров оперы |
| --- | -------------------------------- | -------------------------------- | -------------------------------------------------------------------------------------- | ------------------------------------ | -------------------------------- | -------------------------------------------- | -------------------------------- | -------------------------------- |
| |                                  |                                  |                                                                                        |                                      |                                  |                                              |                                  |                                  |
| Спектакль/номинации                                                                                    | лучший спектакль                 | лучшая работа режиссёра          | лучшая роль                                                                            | лучшая работа художника-постановщика | лучшая работа художника по свету | лучшая работа художника по костюмам          | лучшая работа дирижёра           | лучшая работа композитора        |
| |                                  |                                  |                                                                                        |                                      |                                  |                                              |                                  |                                  |
| «Борис Годунов» Театр оперы и балета, Екатеринбург                                                     | зелёная ✓                        | Александр Титель                 | Алексей Тихомиров (Борис Годунов)                                                      | Владимир Арефьев                     | –                                | –                                            | Михаэль Гюттлер                  | –                                |
| «Дитя и волшебство» Большой театр, Москва                                                              | зелёная ✓                        | –                                | Алина Яровая (дитя)                                                                    | Энтони Макдональд                    | –                                | Энтони Макдональд                            | –                                | –                                |
| «Евгений Онегин» Михайловский театр, Санкт-Петербург                                                   | зелёная ✓                        | Андрей Жолдак                    | Татьяна Рягузова (Татьяна) • Евгений Ахмедов (Ленский)                                 | Моника Пормале и Андрей Жолдак       | Эй Джей Вайссбард                | Роландс Петеркопс и Марите Мастина-Петеркопа | –                                | –                                |
| «Итальянка в Алжире» Музыкальный театр имени К. С. Станиславского и Вл. И. Немировича-Данченко, Москва | зелёная ✓                        | Евгений Писарев                  | Елена Максимова (Изабелла) • Максим Миронов (Линдор)                                   | Зиновий Марголин                     | –                                | Виктория Севрюкова                           | Феликс Коробов                   | –                                |
| «Левша» Мариинский театр, Санкт-Петербург                                                              | зелёная ✓                        | –                                | Андрей Попов (Левша)                                                                   | Александр Орлов                      | –                                | Ирина Чередникова                            | –                                | Родион Щедрин                    |
| «Летучий голландец» Михайловский театр, Санкт-Петербург                                                | зелёная ✓                        | Василий Бархатов                 | Асмик Григорян (Сента) • Дмитрий Головнин (Эрик)                                       | –                                    | –                                | –                                            | Василий Петренко                 | –                                |
| «Свадьба Фигаро» Театр оперы и балета имени П. И. Чайковского, Пермь                                   | зелёная ✓                        | Филипп Химмельман                | Наталья Буклага (Керубино) • Анна Касьян (Сюзанна) • Андрей Бондаренко (граф Альмавиа) | –                                    | –                                | –                                            | Теодор Курентзис                 | –                                |
| «Сомнамбула» Большой театр, Москва                                                                     | зелёная ✓                        | –                                | Венера Гимадиева (Амина) • Колин Ли (Эльвино, крестьянин)                              | Пьер Луиджи Пицци                    | Марк Ставцев                     | –                                            | Энрике Маццола                   | –                                |
| «Тристан и Изольда» Театр «Новая опера», Москва                                                        | зелёная ✓                        | –                                | Клаудиа Итен (Изольда)                                                                 | –                                    | –                                | –                                            | Ян Латам-Кёниг                   | –                                |
| «Франциск» «Опергруппа» и Большой театр, Москва                                                        | зелёная ✓                        | –                                | Наталья Пшеничникова (Клара)                                                           | –                                    | –                                | –                                            | Филипп Чижевский                 | Сергей Невский                   |
| «Холстомер» Камерный музыкальный театр имени Б. А. Покровского, Москва                                 | зелёная ✓                        | Михаил Кисляров                  | Алексей Морозов (холстомер)                                                            | –                                    | –                                | –                                            | –                                | Владимир Кобекин                 |

| Конкурс спектаклей оперетты / мюзикла                                                                                             | Конкурс спектаклей оперетты / мюзикла | Конкурс спектаклей оперетты / мюзикла | Конкурс спектаклей оперетты / мюзикла                                                                           | Конкурс спектаклей оперетты / мюзикла | Конкурс спектаклей оперетты / мюзикла | Конкурс спектаклей оперетты / мюзикла |
| --- | ------------------------------------- | ------------------------------------- | --- | ------------------------------------- | ------------------------------------- | ------------------------------------- |
| |                                       |                                       | |                                       |                                       |                                       |
| Спектакль/номинации | лучший спектакль                      | лучшая работа режиссёра               | лучшая роль | лучшая работа художника-постановщика  | лучшая работа дирижёра                | лучшая работа композитора             |
| |                                       |                                       | |                                       |                                       |                                       |
| «Белая гвардия» Театр музыкальной комедии, Екатеринбург                                                                           | зелёная ✓                             | Кирилл Стрежнев                       | Светлана Кочанова (Елена) • Игорь Ладейщиков (Леонид Шервинский)                                                | –                                     | Борис Нодельман                       | –                                     |
| «Два акта» Государственный Эрмитаж и Институт имени Гёте, Санкт-Петербург (спектакль не был показан на фестивале «Золотая Маска») | –                                     | –                                     | – | –                                     | –                                     | Владимир Раннев                       |
| «Месса» Театр оперы и балета, Новосибирск                                                                                         | зелёная ✓                             | Резия Калныня                         | Дмитрий Суслов (Селебрант/священник)                                                                            | Кристапс Скулте                       | Айнарс Рубикс                         | –                                     |
| «Русалочка» «Стейдж Энтертейнмент» и Disney Theatrical Productions , Москва                                                       | зелёная ✓                             | –                                     | Наталия Быстрова (Ариэль) • Манана Гогитидзе (Урсула) • Дмитрий Ермак (Себастьян) • Евгений Зайцев (принц Эрик) | –                                     | Мариам Барская                        | –                                     |

| Конкурс спектаклей балета                                                                      | Конкурс спектаклей балета | Конкурс спектаклей балета                              | Конкурс спектаклей балета            | Конкурс спектаклей балета        | Конкурс спектаклей балета | Конкурс спектаклей балета                              |
| ---------------------------------------------------------------------------------------------- | ------------------------- | ------------------------------------------------------ | ------------------------------------ | -------------------------------- | ------------------------- | ------------------------------------------------------ |
|                                                                                                |                           |                                                        |                                      |                                  |                           |                                                        |
| Спектакль/номинации                                                                            | лучший спектакль          | лучшая роль                                            | лучшая работа художника-постановщика | лучшая работа художника по свету | лучшая работа дирижёра    | лучшая работа постановщика (балетмейстера/ хореографа) |
|                                                                                                |                           |                                                        |                                      |                                  |                           |                                                        |
| «Cantus Arcticus» Театр оперы и балета, Екатеринбург                                           | зелёная ✓                 | –                                                      | –                                    | Александр Гулага                 | Павел Клиничев            | Вячеслав Самодуров                                     |
| «Concerto DSCH» Мариинский театр, Санкт-Петербург                                              | зелёная ✓                 | –                                                      | –                                    | –                                | –                         | –                                                      |
| «The Second Detail/Вторая деталь» Театр оперы и балета имени П. И. Чайковского, Пермь          | зелёная ✓                 | –                                                      | –                                    | –                                | –                         | –                                                      |
| «Бессонница» Музыкальный театр имени К. С. Станиславского и Вл. И. Немировича-Данченко, Москва | зелёная ✓                 | –                                                      | –                                    | –                                | –                         | –                                                      |
| «Вариации Сальери» Театр оперы и балета, Екатеринбург                                          | зелёная ✓                 | Елена Воробьёва • Андрей Сорокин                       | –                                    | –                                | –                         | Вячеслав Самодуров                                     |
| «Весна священная» Театр оперы и балета, Новосибирск                                            | зелёная ✓                 | Анна Одинцова (близнецы Ибеджи)                        | –                                    | –                                | –                         | Патрик Де Бана                                         |
| «Квартира» Большой театр, Москва                                                               | зелёная ✓                 | Денис Савин                                            | –                                    | –                                | –                         | –                                                      |
| «Майерлинг» Музыкальный театр имени К. С. Станиславского и Вл. И. Немировича-Данченко, Москва  | зелёная ✓                 | Сергей Полунин (Рудольф)                               | –                                    | –                                | –                         | –                                                      |
| «Пламя Парижа» Михайловский театр, Санкт-Петербург                                             | зелёная ✓                 | Оксана Бондарева (Жанна)                               | –                                    | –                                | –                         | Михаил Мессерер                                        |
| «Пульчинелла» Театр оперы и балета, Новосибирск                                                | зелёная ✓                 | Максим Гришенков (Пульчинелла)                         | –                                    | –                                | Айнарс Рубикис            | –                                                      |
| «Ромео и Джульетта» Михайловский театр, Санкт-Петербург                                        | зелёная ✓                 | Наталья Осипова (Джульетта) • Леонид Сарафанов (Ромео) | –                                    | –                                | Михаил Татарников         | –                                                      |
|                                                                                                |                           |                                                        |                                      |                                  |                           |                                                        |
| Конкурс спектаклей балета (современный танец)                                                  |                           |                                                        |                                      |                                  |                           |                                                        |
|                                                                                                |                           |                                                        |                                      |                                  |                           |                                                        |
| «YouMake/Remake» Танцевальная компания «Каннон Данс», Санкт-Петербург                          | зелёная ✓                 | –                                                      | –                                    | –                                | –                         | –                                                      |
| «Весна священная» Большой театр, Москва                                                        | зелёная ✓                 | –                                                      | Александр Шишкин                     | –                                | –                         | Татьяна Баганова                                       |
| «Весна священная» Мариинский театр, Санкт-Петербург                                            | зелёная ✓                 | –                                                      | –                                    | Тило Ройтер                      | –                         | Саша Вальц                                             |
| «Квадрат временного хранения 48 х 9» Театр «Кинетик», Москва                                   | зелёная ✓                 | –                                                      | –                                    | –                                | –                         | Александр Пепеляев                                     |
| «Пассажир» Совместный проект Владимира Варнавы и Максима Диденко, Санкт-Петербург              | зелёная ✓                 | Владимир Варнава                                       | –                                    | –                                | –                         | Владимир Варнава                                       |
| «Погружения и всплытия» Театр современного танца, Челябинск                                    | зелёная ✓                 | –                                                      | –                                    | –                                | –                         | Ольга Пона                                             |
| «Тристан + Изольда. Фрагменты» Театр «Балет Москва», Москва                                    | зелёная ✓                 | Софья Гайдукова • Роман Андрейкин                      | –                                    | –                                | –                         | –                                                      |

| Конкурс спектаклей театров кукол                                                     | Конкурс спектаклей театров кукол | Конкурс спектаклей театров кукол   | Конкурс спектаклей театров кукол     | Конкурс спектаклей театров кукол                                                  |
| ------------------------------------------------------------------------------------ | -------------------------------- | ---------------------------------- | ------------------------------------ | --------------------------------------------------------------------------------- |
|                                                                                      |                                  |                                    |                                      |                                                                                   |
| Спектакль/номинации                                                                  | лучший спектакль                 | лучшая работа режиссёра            | лучшая работа художника-постановщика | лучшая актёрская работа                                                           |
|                                                                                      |                                  |                                    |                                      |                                                                                   |
| «… и наказание» Театр кукол, Рязань                                                  | зелёная ✓                        | Олег Жюгжда                        | Валерий Рачковский                   | Владимир Коняхин (Порфирий Петрович) • Василий Уточкин (Раскольников)             |
| «Дети неба» Театр обско-угорских народов «Солнце», Ханты-Мансийск                    | зелёная ✓                        | Вячеслав Игнатов и Мария Литвинова | Вячеслав Зайчиков и Павел Мизёв      | –                                                                                 |
| «Кармен» Театр кукол «Теремок», Вологда                                              | зелёная ✓                        | Борис Константинов                 | Виктор Антонов                       | –                                                                                 |
| «Старый сеньор и…» Театр кукол имени С. В. Образцова, Москва                         | зелёная ✓                        | –                                  | Виктор Никоненко                     | Андрей Нечаев, Дмитрий Чернов, Алексей Соколов, Халися Богданова (старая сеньора) |
| «Убить Кароля» Театр «Кукольный дом», Пенза                                          | зелёная ✓                        | Владимир Бирюков                   | Виктор Никоненко                     | Русланбек Джурабеков (окулист) • Антон Некрасов (внук)                            |
| «Эдип» Театр кукол «Гулливер», Курган и Творческое объединение «КультПроект», Москва | зелёная ✓                        | Александр Янушкевич                | Людмила Скитович                     | –                                                                                 |

| Конкурс «Эксперимент» (поиск новых выразительных средств современного театра) | Конкурс «Эксперимент» (поиск новых выразительных средств современного театра) |
| ----------------------------------------------------------------------------- | ----------------------------------------------------------------------------- |
|                                                                               |                                                                               |
| Спектакль/номинации                                                           | лучший спектакль                                                              |
|                                                                               |                                                                               |
| «Shoot/Get Treasure/Repeat» «Театр Post», Санкт-Петербург                     | зелёная ✓                                                                     |
| «Акын-опера» Театр.doc, Москва                                                | зелёная ✓                                                                     |
| «Алиса и государство» Центр имени Вс. Мейерхольда и «Liquid Theatre», Москва  | зелёная ✓                                                                     |
| «Майская ночь» Театр кукол, Москва                                            | зелёная ✓                                                                     |
| «Отдаленная близость» Центр драматургии и режиссуры, Москва                   | зелёная ✓                                                                     |
| «Пока ты здесь» «Liquid Theatre», Москва                                      | зелёная ✓                                                                     |

### Лауреаты премии «Золотая маска» 2014 года
Председателем жюри драматического театра и театров кукол стал Адольф Шапиро (режиссёр), в члены жюри вошли Александр Вислов (критик), Игорь Гордин (актёр), Елена Гремина (драматург), Сергей Дрейден (актёр), Елена Дьякова (критик), Максим Исаев (художник), Клим (режиссёр), Руслан Кудашов (режиссёр), Полина Кутепова (актриса), Юрий Муравицкий (режиссёр), Олег Рыбкин (режиссёр).
Председателем жюри музыкальных театров выступил Леонид Десятников (композитор), в члены жюри вошли Анна Абалихина (хореограф), Мария Александрова (балерина), Сергей Вихарев (хореограф), Евгений Волынский (дирижёр), Павел Гершензон (критик), Лариса Гоголевская (певица), Вадим Журавлёв (музыковед), Степан Зограбян (художник), Иван Корытов (певец), Фабио Мастранжело (дирижёр), Александр Петров (худ. рук. Детского музыкального театра «Зазеркалье»), Ольга Ростропович (худ. рук. Центра оперного пения Галины Вишневской), Сергей Ходнев (критик), Нина Чусова (режиссёр).
Церемония награждения XX-го, юбилейного фестиваля прошла 18 апреля в Большом театре. Вручали премию директор «Комеди Франсез» Мюриэль Майетт, итальянский режиссёр Ромео Кастеллуччи, Дмитрий Черняков, Дмитрий Крымов и директор Большого театра Владимир Урин. Церемонию планировал режиссёр Василий Бархатов, ведущими стали балерина Диана Вишнева, оперный певец Ильдар Абдразаков и актриса Ирина Пегова. Объявление номинаций не прерывалось на музыкальные или танцевальные номера, церемония носила деловой характер.
Марина Токарева, обозреватель «Новой газеты», положительно отозвалась о решениях жюри, назвав их точными и справедливыми. Главной проблемой фестиваля обозреватель назвала отбор: «кого, почему, за какие деньги привозят в Москву». Решение этой проблемы, по её мнению, позволит больше внимания уделить провинциальным постановкам и театральным деятелям. По мнению Марины Райкиной из газеты «Московский комсомолец», премии были розданы справедливо, и слухи о предвзятости и необъективности жюри преувеличены. Главными изъянами решения жюри драматического театра обозреватели газеты «Коммерсантъ» назвали обделение вниманием провинциальных театров и отсутствие наград в основных номинациях у Кирилла Серебренникова и Константина Богомолова.
Таблица лауреатов составлена на основании положения о премии (от 12 декабря 2011 года) и официального опубликованного списка лауреатов.
Легенда:
     — Лауреаты премий в основных номинациях

     — Лауреаты премий в частных номинациях

 — Премия не присуждалась
| Конкурс                                                           | Номинация | Победитель                                                       | Произведение (роль)                          | Театр (учреждение)                                                              |
| ----------------------------------------------------------------- | --- | ---------------------------------------------------------------- | -------------------------------------------- | ------------------------------------------------------------------------------- |
|                                                                   | |                                                                  |                                              |                                                                                 |
| Конкурс спектаклей драматического театра                          | Лучший спектакль большой формы | «Коварство и любовь»                                             | «Коварство и любовь»                         | Малый драматический театр — театр Европы, Санкт-Петербург                       |
| Конкурс спектаклей драматического театра                          | Лучший спектакль малой формы | «Васса»                                                          | «Васса»                                      | «Ведогонь-театр», Зеленоград                                                    |
| Конкурс спектаклей драматического театра                          | Лучшая работа режиссёра | Римас Туминас                                                    | «Евгений Онегин»                             | Театр им. Евг. Вахтангова, Москва                                               |
| Конкурс спектаклей драматического театра                          | Лучшая работа художника-постановщика                                                                                              | Александр Боровский                                              | «Коварство и любовь»                         | Малый драматический театр — театр Европы, Санкт-Петербург                       |
| Конкурс спектаклей драматического театра                          | Лучшая работа художника по костюмам                                                                                               | Мария Данилова                                                   | «Евгений Онегин»                             | Театр им. Евг. Вахтангова, Москва                                               |
| Конкурс спектаклей драматического театра                          | Лучшая работа художника по свету                                                                                                  | Денис Солнцев                                                    | «Онегин»                                     | «Красный факел», Новосибирск                                                    |
| Конкурс спектаклей драматического театра                          | Лучшая женская роль | Александра Урсуляк                                               | «Добрый человек из Сезуана» (Шен Те, Шуй Та) | Театр им. А. С. Пушкина, Москва                                                 |
| Конкурс спектаклей драматического театра                          | Лучшая мужская роль | Алексей Вертков                                                  | «Москва — Петушки» (Веничка)                 | Студия театрального искусства, Москва                                           |
| Конкурс спектаклей драматического театра                          | Лучшая роль второго плана | Эра Зиганшина                                                    | «Литургия Zero» (Бабушка)                    | Александринский театр, Санкт-Петербург                                          |
|                                                                   | |                                                                  |                                              |                                                                                 |
| Конкурс спектаклей театров оперы                                  | Лучший спектакль | «Евгений Онегин»                                                 | «Евгений Онегин»                             | Михайловский театр, Санкт-Петербург                                             |
| Конкурс спектаклей театров оперы                                  | Лучшая работа режиссёра | Андрий Жолдак                                                    | «Евгений Онегин»                             | Михайловский театр, Санкт-Петербург                                             |
| Конкурс спектаклей театров оперы                                  | Лучшая работа дирижёра | Ян Латам-Кёниг                                                   | «Тристан и Изольда»                          | «Новая опера», Москва                                                           |
| Конкурс спектаклей театров оперы                                  | Лучшая женская роль | Венера Гимадиева                                                 | «Сомнамбула» (Амина)                         | Большой театр, Москва                                                           |
| Конкурс спектаклей театров оперы                                  | Лучшая мужская роль | Максим Миронов                                                   | «Итальянка в Алжире» (Линдор)                | Музыкальный театр им. К. С. Станиславского и Вл. И. Немировича-Данченко, Москва |
|                                                                   | |                                                                  |                                              |                                                                                 |
| Конкурс спектаклей оперетты / мюзикла                             | Лучший спектакль | «Русалочка»                                                      | «Русалочка»                                  | «Стейдж Энтертейнмент», Москва                                                  |
| Конкурс спектаклей оперетты / мюзикла                             | Лучшая работа режиссёра | N [ 13 ]                                                         | N [ 13 ]                                     | N [ 13 ]                                                                        |
| Конкурс спектаклей оперетты / мюзикла                             | Лучшая работа дирижёра | Айнарс Рубикис                                                   | «Месса»                                      | Театр оперы и балета, Новосибирск                                               |
| Конкурс спектаклей оперетты / мюзикла                             | Лучшая женская роль | Манана Гогитидзе                                                 | «Русалочка» (Урсула)                         | «Стейдж Энтертейнмент», Москва                                                  |
| Конкурс спектаклей оперетты / мюзикла                             | Лучшая мужская роль | Дмитрий Суслов                                                   | «Месса» (Селебрант/Священник)                | Театр оперы и балета, Новосибирск                                               |
|                                                                   | |                                                                  |                                              |                                                                                 |
| Конкурс спектаклей балета                                         | Лучший спектакль балета | «Вариации Сальери»                                               | «Вариации Сальери»                           | Театр оперы и балета, Екатеринбург                                              |
| Конкурс спектаклей балета                                         | Лучший спектакль современного танца                                                                                               | «Весна священная»                                                | «Весна священная»                            | Большой театр, Москва                                                           |
| Конкурс спектаклей балета                                         | Лучшая работа постановщика (балетмейстера/хореографа)                                                                             | Вячеслав Самодуров                                               | «Вариации Сальери»                           | Театр оперы и балета, Екатеринбург                                              |
| Конкурс спектаклей балета                                         | Лучшая работа дирижёра | Павел Клиничев                                                   | «Cantus Arcticus»                            | Театр оперы и балета, Екатеринбург                                              |
| Конкурс спектаклей балета                                         | Лучшая женская роль | Елена Воробьева                                                  | «Вариации Сальери»                           | Театр оперы и балета, Екатеринбург                                              |
| Конкурс спектаклей балета                                         | Лучшая мужская роль | Владимир Варнава                                                 | «Пассажир»                                   | Совместный проект Владимира Варнавы и Максима Диденко, Санкт-Петербург          |
|                                                                   | |                                                                  |                                              |                                                                                 |
| Конкурс спектаклей театров кукол                                  | Лучший спектакль | «Убить Кароля»                                                   | «Убить Кароля»                               | «Кукольный дом», Пенза                                                          |
| Конкурс спектаклей театров кукол                                  | Лучшая работа режиссёра | Борис Константинов                                               | «Кармен»                                     | Театр кукол «Теремок», Вологда                                                  |
| Конкурс спектаклей театров кукол                                  | Лучшая работа художника | Виктор Никоненко                                                 | «Убить Кароля»                               | «Кукольный дом», Пенза                                                          |
| Конкурс спектаклей театров кукол                                  | Лучшая актёрская работа | Андрей Нечаев, Дмитрий Чернов, Алексей Соколов, Халися Богданова | «Старый сеньор и…» (Старая сеньора)          | Театр кукол имени С. В. Образцова, Москва                                       |
|                                                                   | |                                                                  |                                              |                                                                                 |
| Из номинантов на звание «Лучший спектакль» — музыкальных театров  | Лучшая работа художника в музыкальном театре                                                                                      | Александр Шишкин                                                 | «Весна священная»                            | Большой театр, Москва                                                           |
| Из номинантов на звание «Лучший спектакль» — музыкальных театров  | Лучшая работа художника по костюмам                                                                                               | Энтони Макдональд                                                | «Дитя и волшебство»                          | Большой театр, Москва                                                           |
| Из номинантов на звание «Лучший спектакль» — музыкальных театров  | Лучшая работа художника по свету                                                                                                  | Эй Джей Вайссбард                                                | «Евгений Онегин»                             | Михайловский театр, Санкт-Петербург                                             |
| Из номинантов на звание «Лучший спектакль» — музыкальных театров  | Лучшая работа композитора | Владимир Кобекин                                                 | «Холстомер»                                  | Камерный музыкальный театр имени Б. А. Покровского, Москва                      |
|                                                                   | |                                                                  |                                              |                                                                                 |
| Эксперимент поиск новых выразительных средств современного театра | Лучший спектакль | Отдаленная близость                                              | Отдаленная близость                          | Центр драматургии и режиссуры, Москва                                           |
|                                                                   | |                                                                  |                                              |                                                                                 |
| Специальные премии                                                | |                                                                  |                                              |                                                                                 |
|                                                                   | |                                                                  |                                              |                                                                                 |
| Специальные премии жюри                                           | За поиск уникального сценического языка                                                                                           | Юрий Бутусов                                                     | «Макбет. Кино.», «Добрый человек из Сезуана» | Театр им. А. С. Пушкина, Москва, театр им. Ленсовета, Санкт-Петербург           |
| Специальные премии жюри                                           | За современное прочтение классики                                                                                                 | «Онегин»                                                         | «Онегин»                                     | «Красный факел», Новосибирск                                                    |
| Специальные премии жюри                                           | За безупречное чувство стиля, идеальный контакт с вокалистами и головокружительное упоение точностью в исполнении партии континуо | хаммерклавирист Максим Емельянычев                               | «Свадьба Фигаро»                             | Театр оперы и балета им. П. И. Чайковского, Пермь                               |
| Специальные премии жюри                                           | За преданность традиционной музыкальной культуре своего народа в экстремальных жизненных условиях                                 | Покиза Курбонасенова, Аджам Чакобоев, Абдулмамад Бекмамадов      | «Акын-опера»                                 | «Театр.doc», Москва                                                             |
| Специальные премии жюри                                           | За актуализацию темы сакрального и убедительность художественного результата в современной музыкальной драме                      | Сергей Невский, либреттист Клаус Люнштедт и творческая команда   | «Франциск»                                   | «Опергруппа» и Большой театр, Москва                                            |
| Специальные премии жюри                                           | Приз критики | «Идеальный муж. Комедия.»                                        | «Идеальный муж. Комедия.»                    | МХАТ им. А. П. Чехова, Москва                                                   |
| Специальные премии жюри                                           | Лучший зарубежный спектакль, показанный в России в 2012 г.                                                                        | «Там за дверью» (реж. Люк Персиваль)                             | «Там за дверью» (реж. Люк Персиваль)         | Tahlia, Гамбург, Германия                                                       |
|                                                                   | |                                                                  |                                              |                                                                                 |
| За выдающийся вклад в развитие театрального искусства             | Галина Волчек • Марк Захаров • Нина Ургант • Олег Басилашвили • Анна Кузьмина • Георгий Обухов • Кларина Шадько • Эри Клас        | За поддержку театрального искусства России                       | За поддержку театрального искусства России   | Сергей Чеботарев, зам. гл. адм. Тамбовской области • ООО Академсервис           |

## Галерея 2014 года

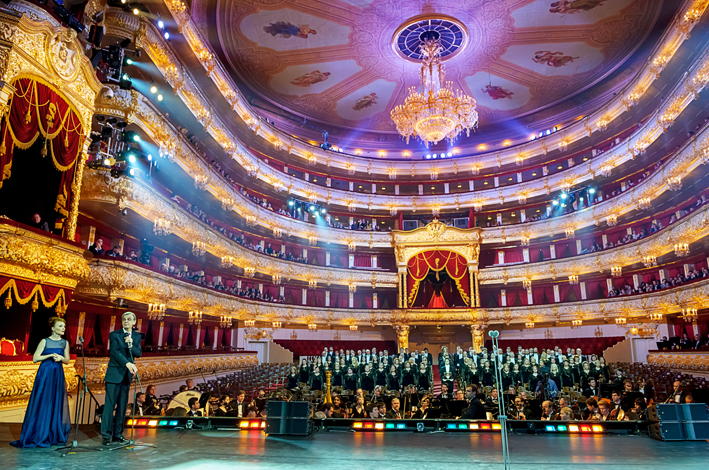
Сцена Большого театра на церемонии. Оформление.
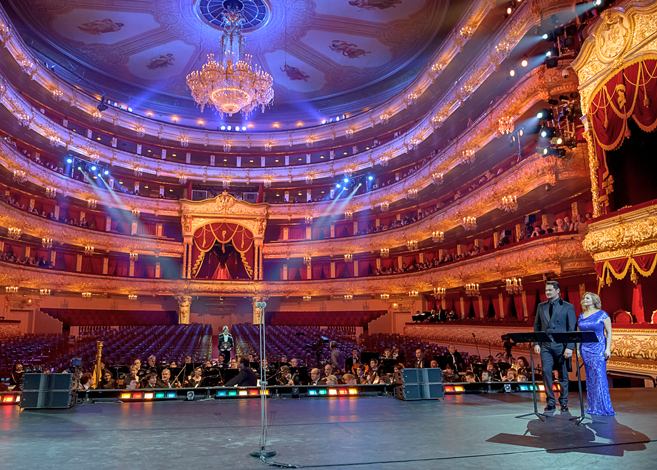
Сцена Большого театра на церемонии. Оформление.
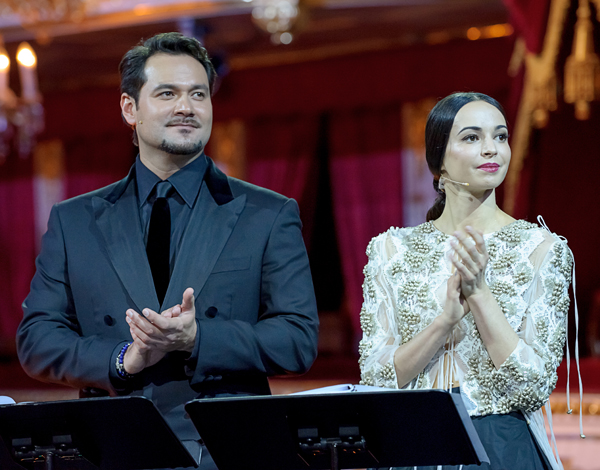
Ведущие церемонии - Ильдар Абдразаков и Диана Вишнева
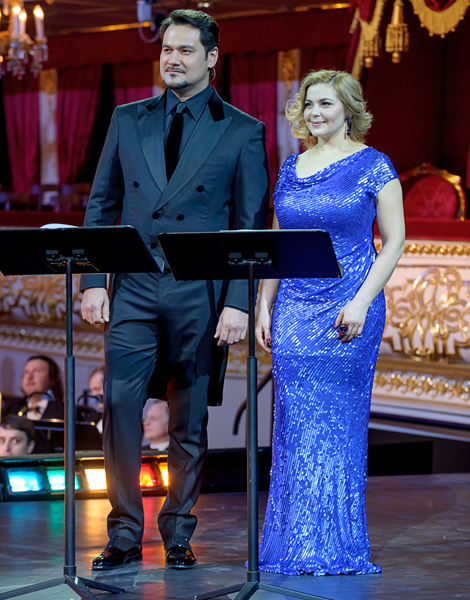
Ведущие Ильдар Абдразаков и Ирина Пегова
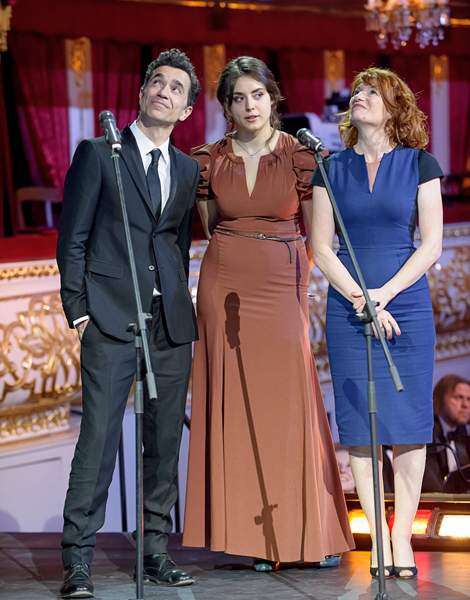
Ромео Кастеллуччи и Мюриэль Майетт вручают премию в номинации драма
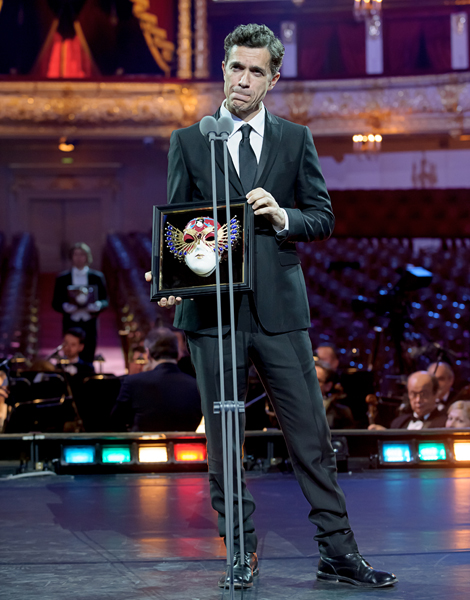
Ромео Кастеллуччи
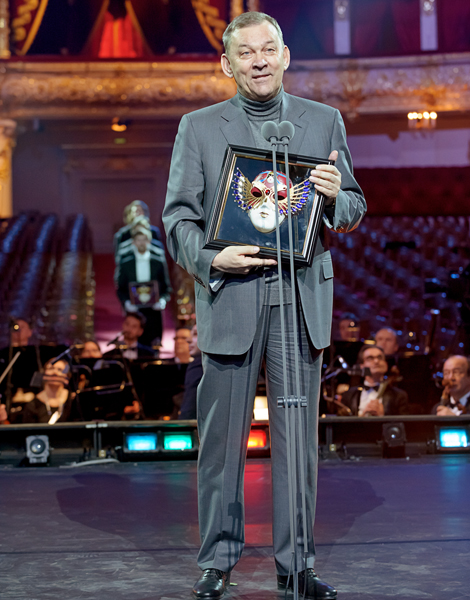
Владимир Урин — директор Большого театра
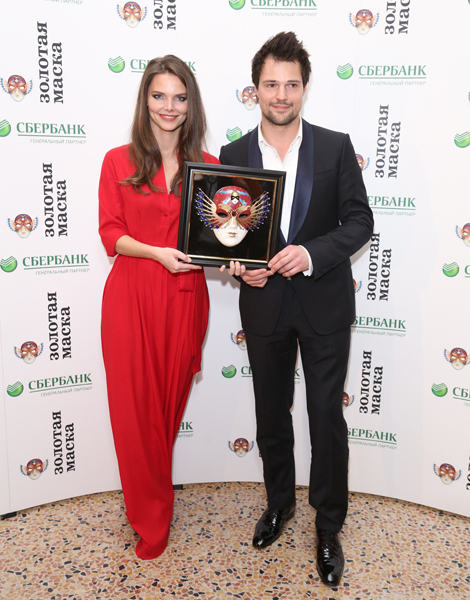
Данила Козловский и Елизавета Боярская — актёры спектакля «Коварство и любовь»
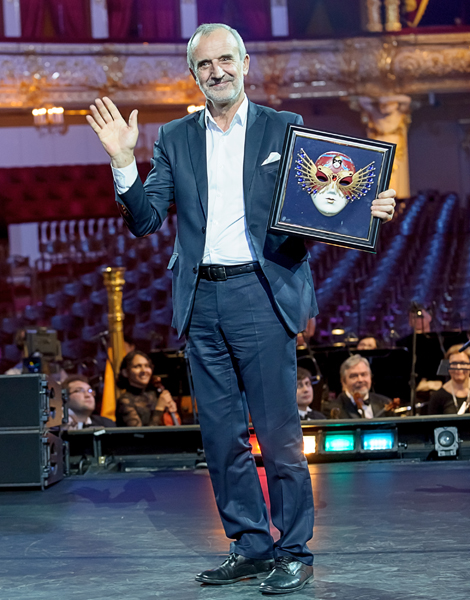
Римас Туминас
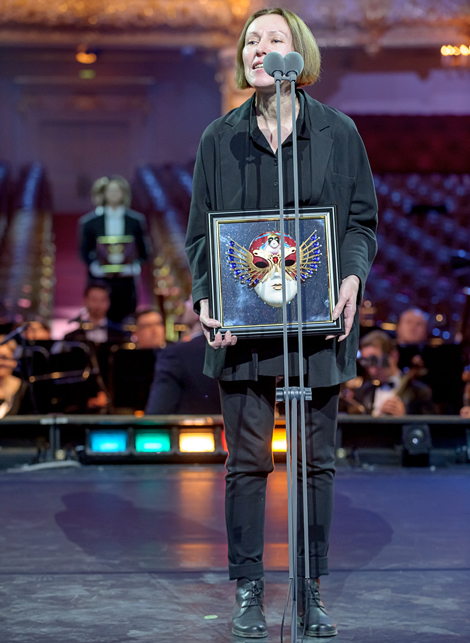
Мария Данилова
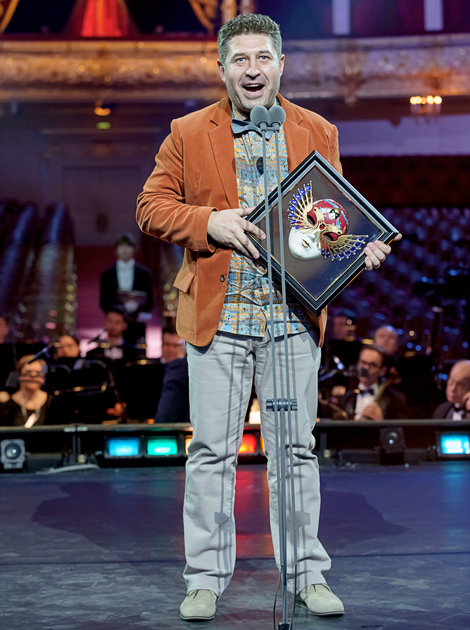
Денис Солнцев
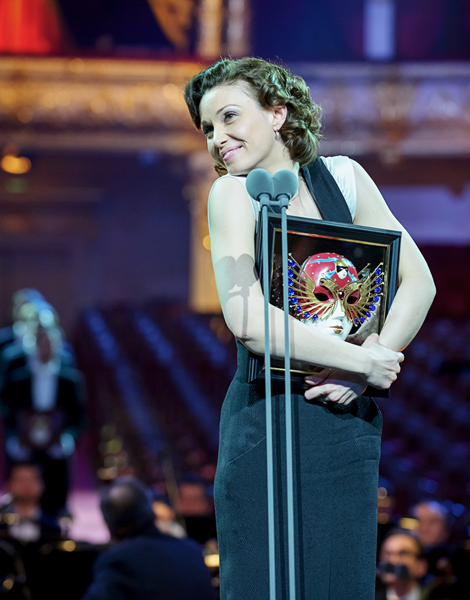
Александра Урсуляк
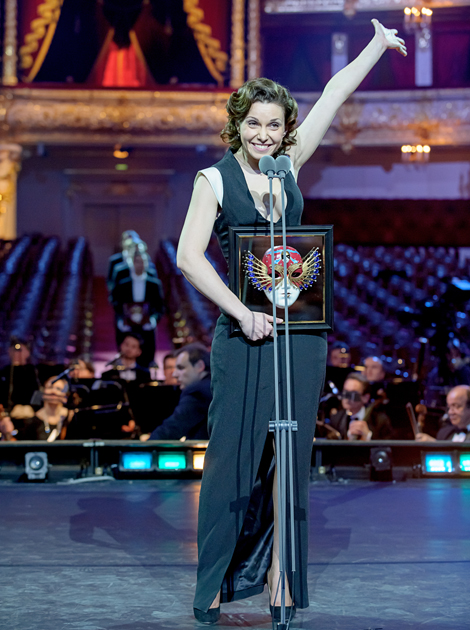
Александра Урсуляк
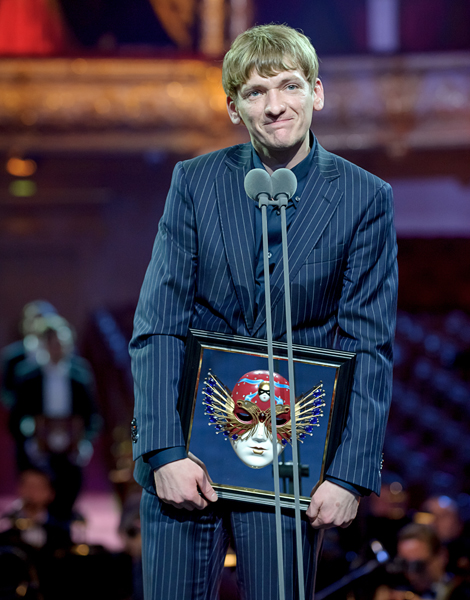
Алексей Вертков
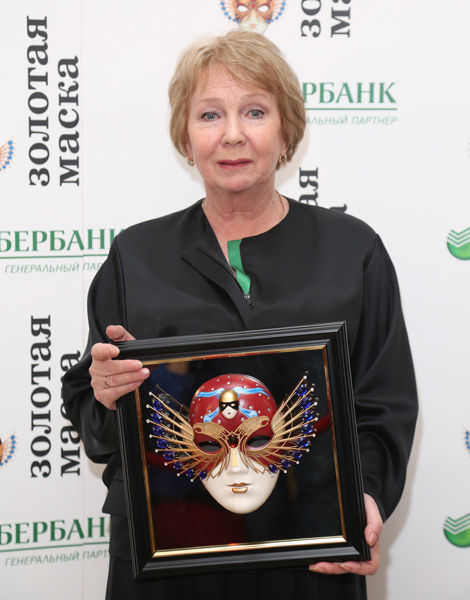
Эра Зиганшина
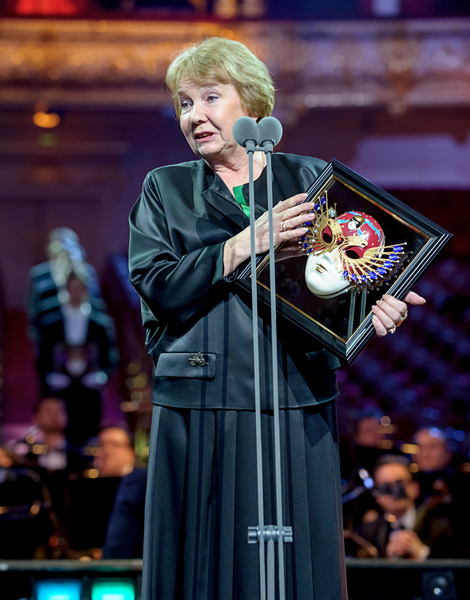
Эра Зиганшина
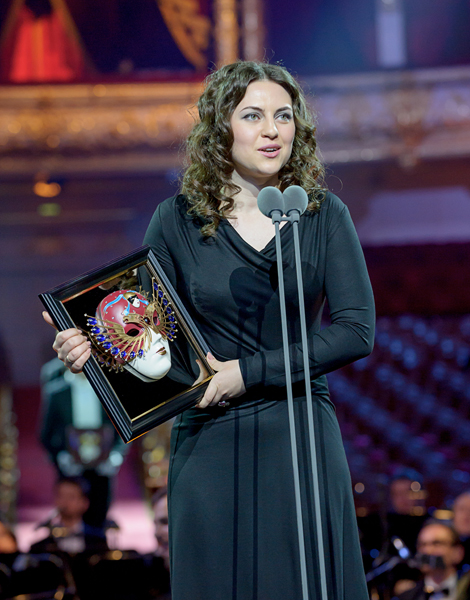
Венера Гимадиева
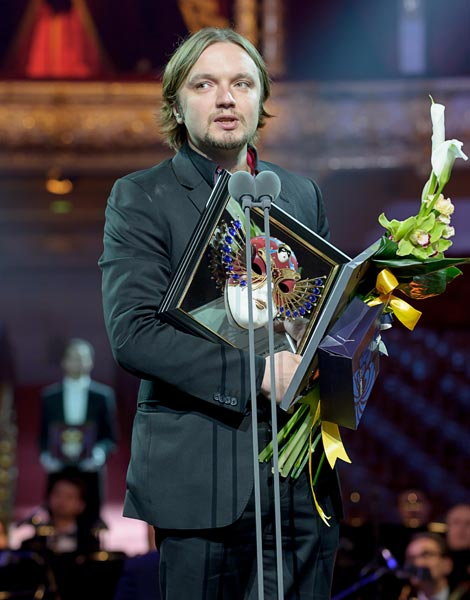
Айнарс Рубикис
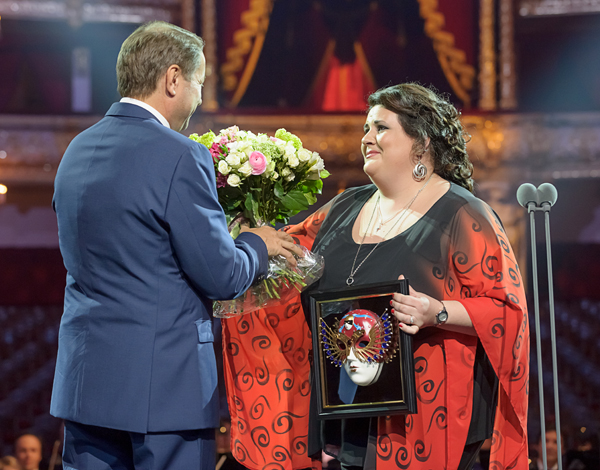
Манана Гогитидзе
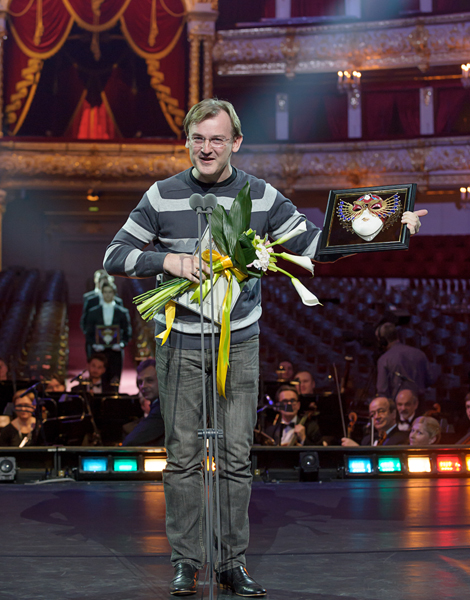
Дмитрий Суслов
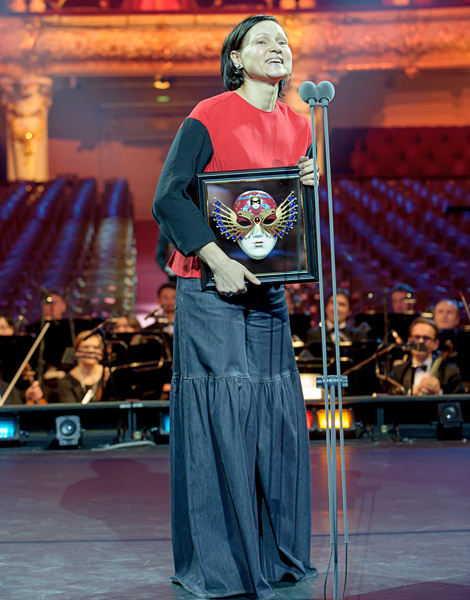
Татьяна Баганова (хореограф балета «Весна священная»)
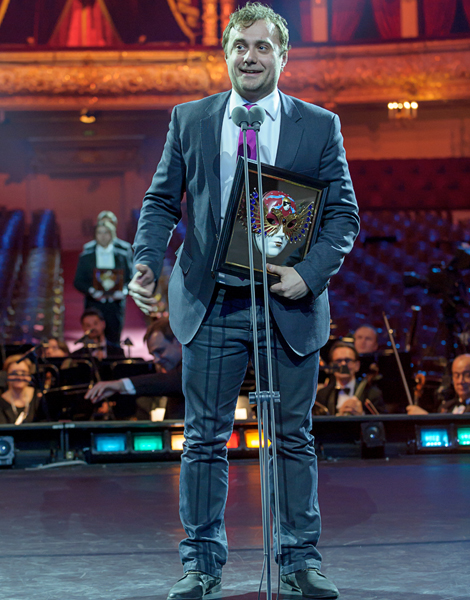
Вячеслав Самодуров
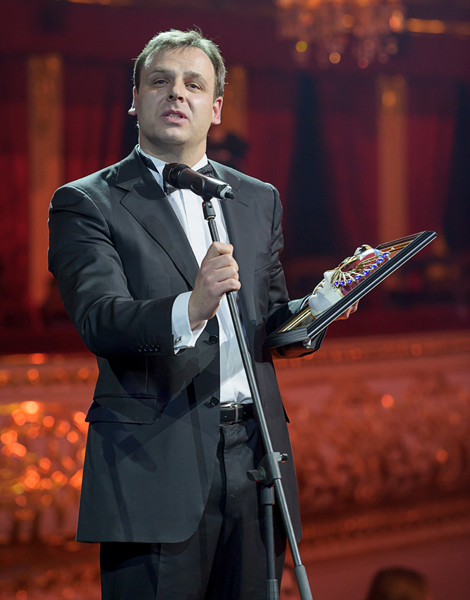
Павел Клиничев
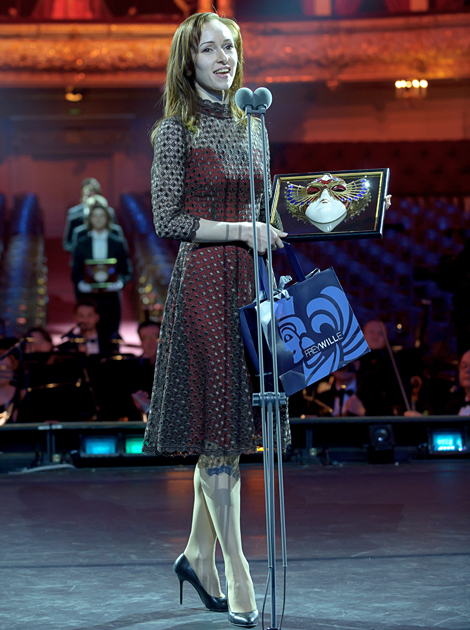
Елена Воробьева
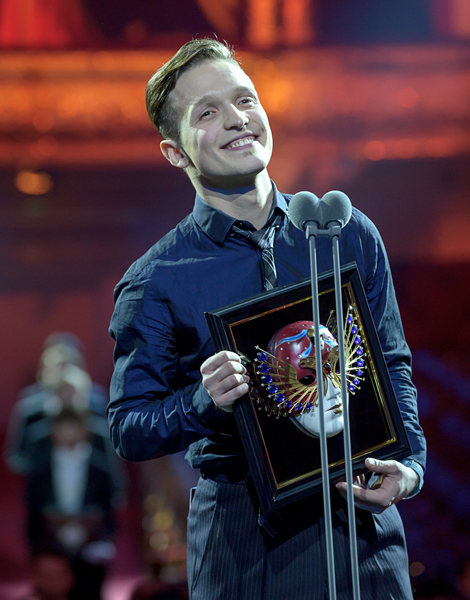
Владимир Варнава
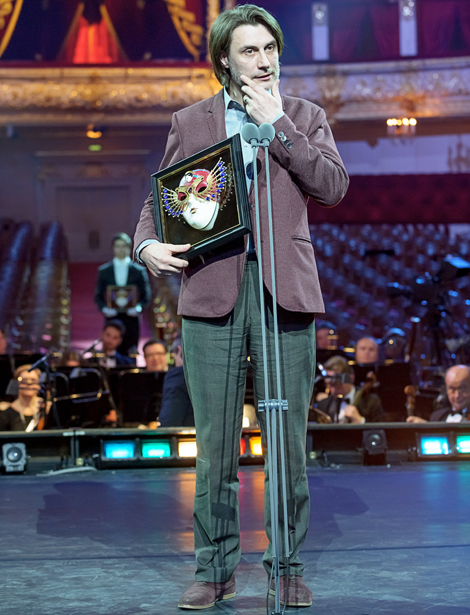
Борис Константинов
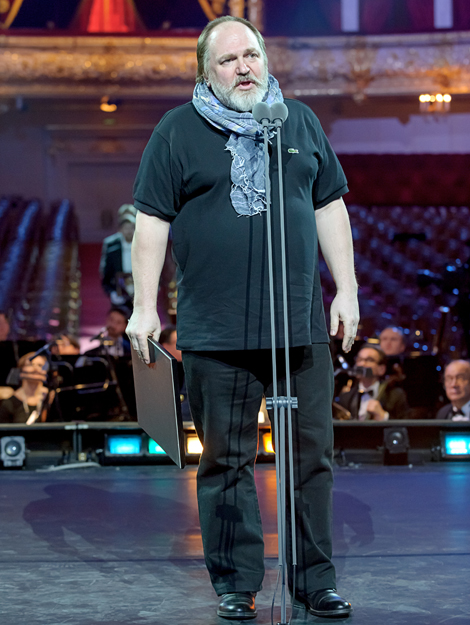
Виктор Никоненко
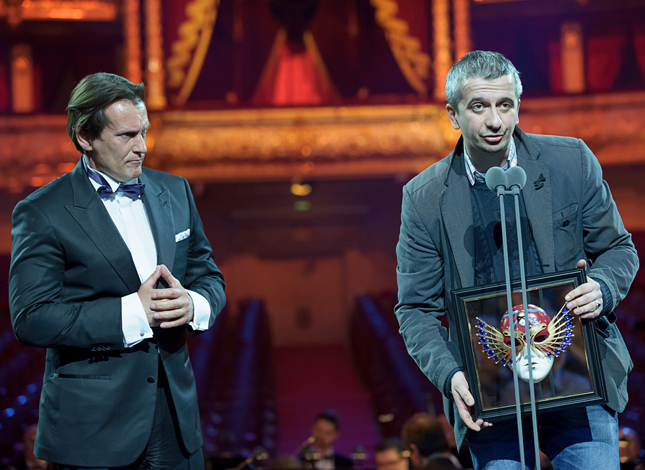
реж. Константин Богомолов (справа) и актёр Игорь Миркурбанов спектакля «Идеальный муж. Комедия.»
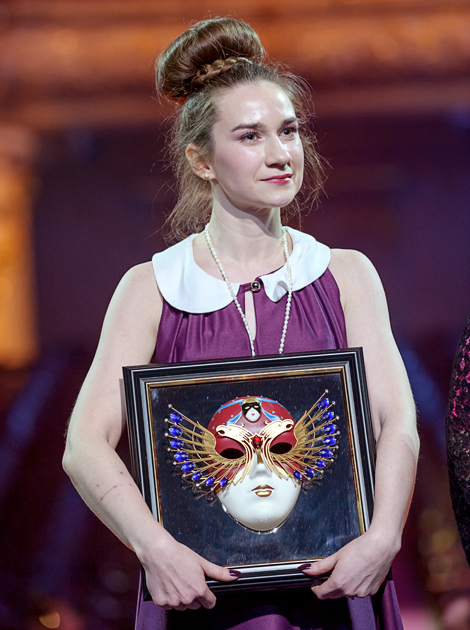
Халися Богданова
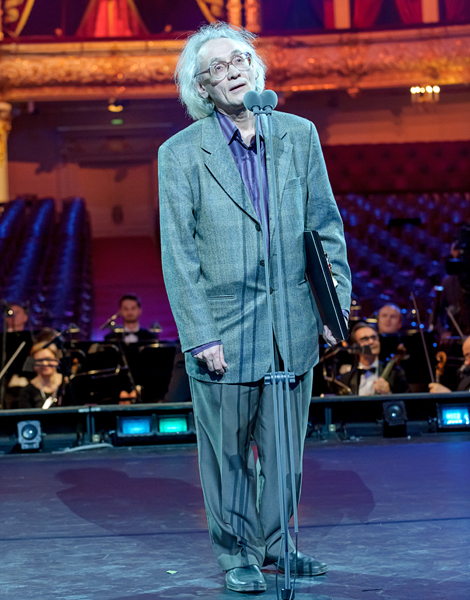
Владимир Кобекин
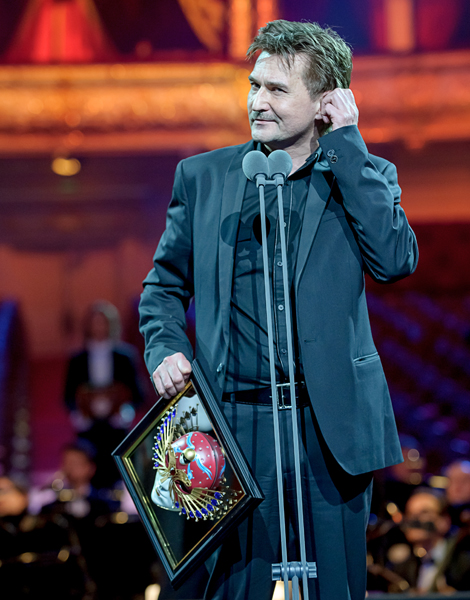
Юрий Бутусов
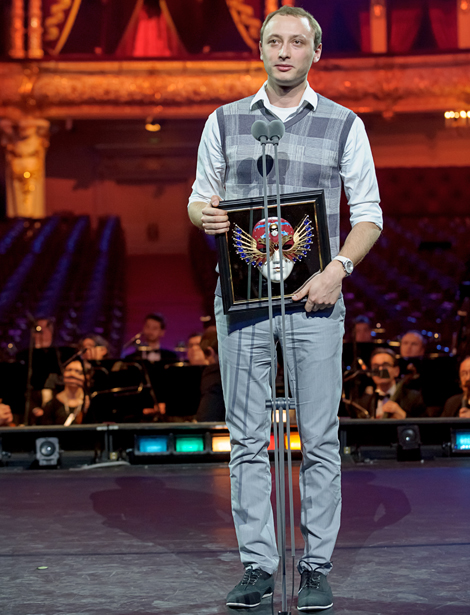
Тимофей Кулябин — режиссёр спектакля «Онегин»
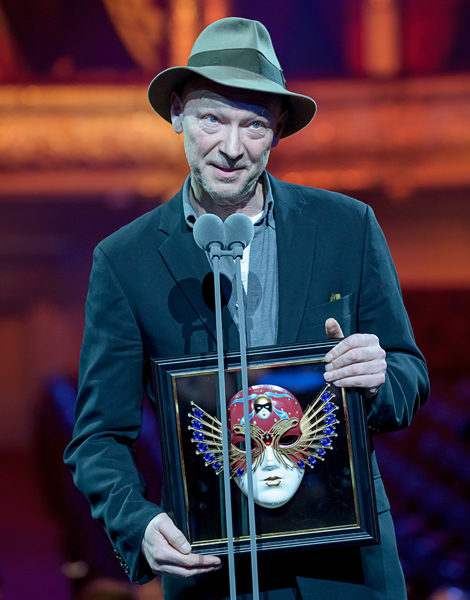
Люк Персиваль
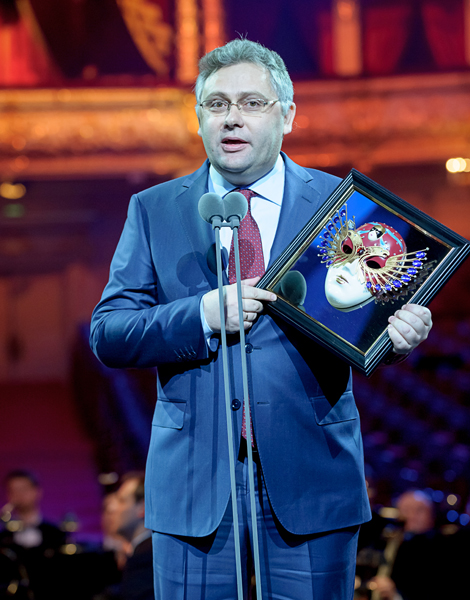
Сергей Чеботарев - заместитель Губернатора Тамбовской области
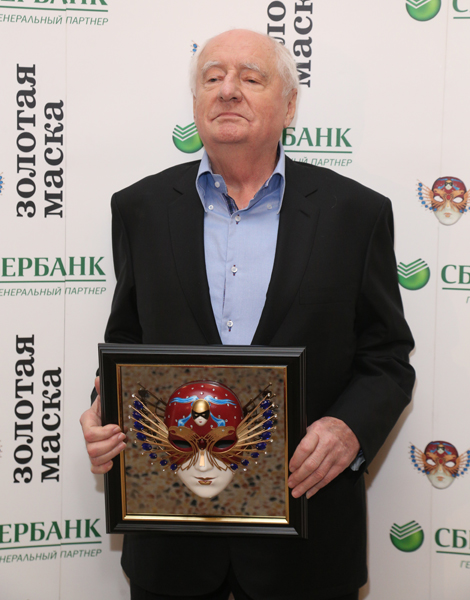
Марк Захаров
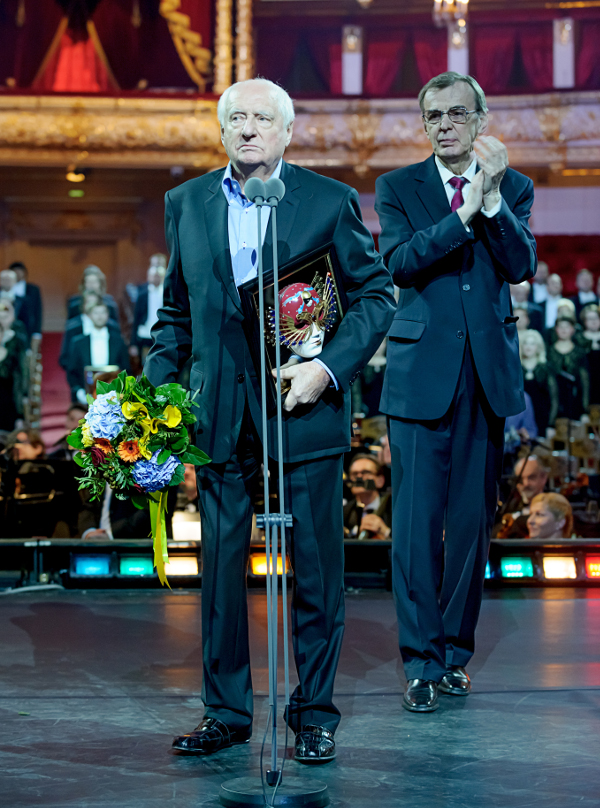
Марк Захаров
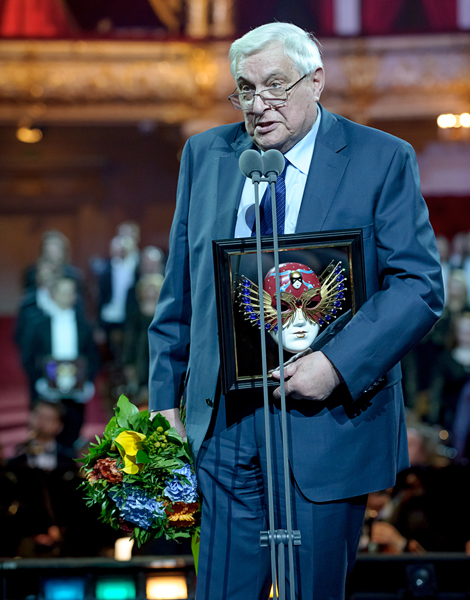
Олег Басилашвили
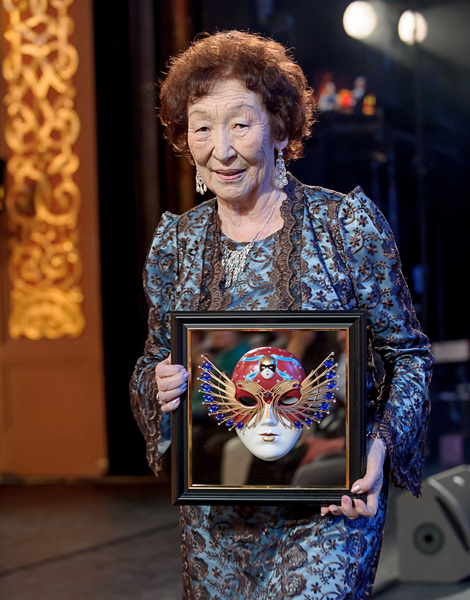
Анна Кузьмина
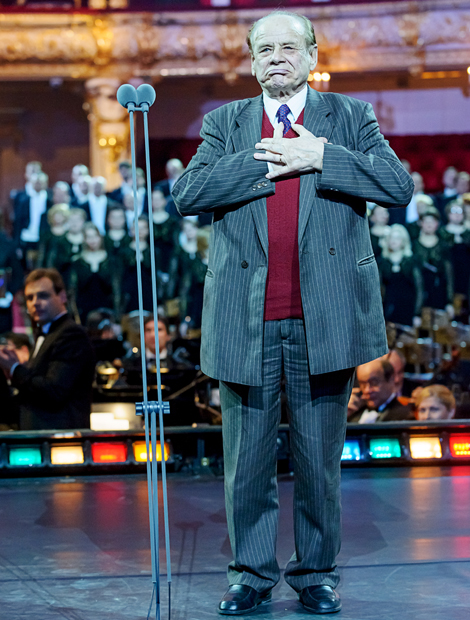
Георгий Обухов
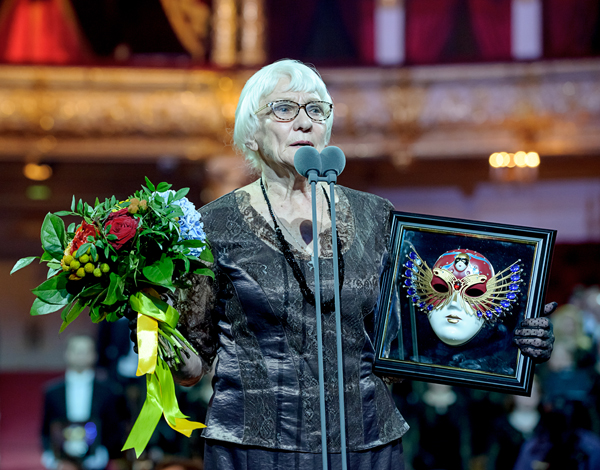
Кларина Шадько
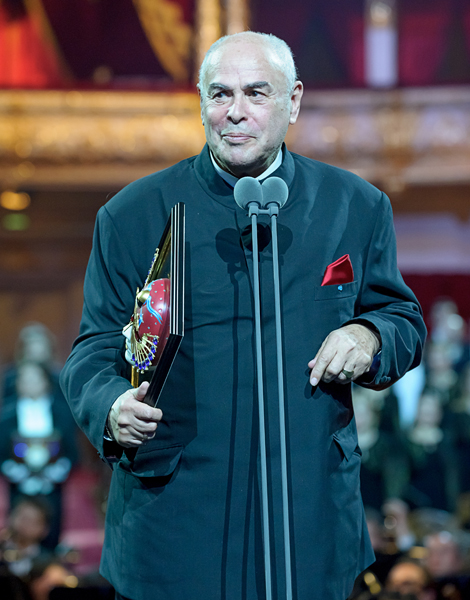
Эри Клас